# Iglesia de Santa Magdalena de las Planas
La Iglesia de Santa Magdalena de las Planas es un edificio religioso de 
la población de Navés perteneciente a la comarca catalana del Solsonés en la provincia de Lérida. Es una iglesia románica incluida en el Inventario del Patrimonio Arquitectónico de Cataluña y protegida como Bien Cultural de Interés Local.

## Descripción
Conjunto de nave y cabecera de diferentes épocas y orientación al este. 
La nave se encuentra cubierta con bóveda de cañón. La construcción se hizo a partir de un paramento de piedras trabajadas a golpes de maza en hileras. Puerta de arco de medio punto realizado con dovelas y situada en el muro sur. 
El ábside de curvatura superior de medio semicírculo con arco presbiteral de medio punto y desviado debido a la diferente longitud de los muros de la nave, arranca de dos bloques que por el tamaño y decoración pertenecen a dos sarcófagos. La construcción es a partir de un paramento de hileras de sillares trabajadas a punta tanto en el exterior como en el interior, salvo las hileras bajas, donde el trabajo es más rústico. El ábside tiene en el exterior un zócalo con bisel en todo su vuelo.

### Noticias históricas
Iglesia no mencionada en el «Acta de Consagración y Donación» de la catedral de Urgel del año 839. Está dedicada a Santa Magdalena y se encuentra junto a la masía de Les Planes de Besora.